# Sweet Silence
Sweet Silence (2012) è un album della cantautrice tedesca Barbara Morgenstern.

## Tracce
1. Sweet Silence
2. Need to Hang Around
3. Kookoo
4. Spring Time
5. Jump into the Life-Pool
6. Bela
7. Highway
8. Night-Time Falls
9. The Minimum Says
10. Auditorium
11. Hip Hop Mice
12. Status Symbol
13. Love Is in The Air, But We Don't Care